# Initiative populaire « pour la prévention des problèmes liés au tabac »
L'initiative populaire « pour la prévention des problèmes liés au tabac », est une initiative populaire suisse, rejetée par le peuple et les cantons le 28 novembre 1993.

## Contenu
L'initiative demande la création d'un article 32sexies à la Constitution fédérale interdisant totalement la publicité directe ou indirecte pour le tabac, ainsi que pour toute marque de tabac. Elle prévoit également l'affectation d'au moins 1 % du produit de l'imposition du tabac à la prévention des maladies dues au tabac.
Le texte complet de l'initiative peut être consulté sur le site de la Chancellerie fédérale.

## Déroulement

### Contexte historique
La législation sur la publicité pour l'alcool est réglée, depuis 1932, dans le cadre de la loi sur l'alcool et amendée en 1979, sous la forme d'un contre-projet indirect à l'initiative populaire « contre la publicité pour des produits qui engendrent la dépendance » déposée par l'Ordre indépendant des bons templiers (en) et demandant l'interdiction totale de la publicité pour le tabac et l'alcool.
L'initiative est rejetée le 16 juin 1966, mais la modification de la loi est acceptée sans référendum, interdisant « toute publicité agressive, suggestive, tendant à donner un certain prestige à la consommation de spiritueux » ainsi que toute publicité pour le tabac ou l'alcool dans les lieux où elle cherche à atteindre la jeunesse en particulier.
Trente ans plus tard, c'est un comité hors parti, principalement formé d'organismes travaillant dans le domaine de la prévention, qui décide de lancer deux initiatives, appelées « initiatives jumelles », visant à interdire la publicité à la fois pour le tabac et pour les boissons alcoolisées dans le but de réduire l'attrait de ces produits pour le consommateur.

### Récolte des signatures et dépôt de l'initiative
La récolte des 100 000 signatures nécessaires débute le 12 avril 1988. Le 11 octobre de l'année suivante, l'initiative est déposée à la Chancellerie fédérale, qui constate son aboutissement le 26 janvier 1990.

### Discussions et recommandations des autorités
Le parlement et le Conseil fédéral recommandent tous deux le rejet de cette initiative. Dans son message adressé à l'assemblée, le Conseil fédéral met en avant plusieurs arguments contre l'interdiction totale de la publicité directe et indirecte sur le tabac, parmi lesquels l'impossibilité d'information de nouveautés aux clients, l'inégalité potentielle entre les annonceurs locaux et internationaux et le manque financier lié au parrainage d'évènement sociaux ou culturels.
À titre de contre-projet indirect, le Conseil fédéral propose une modification de l'article 13 de la loi sur les denrées alimentaires, n'autorisant la publicité pour le tabac et les boissons alcoolisées dans certains cas, par exemple dans les points de vente dédiés, à la radio ou à la télévision, ou sous la forme de parrainage d'activités. Cette proposition est toutefois rejetée par les deux chambres du Parlement.

### Votation
Soumise au vote le 28 novembre 1993, l'initiative est refusée par l'ensemble des 20 6/2 cantons et par 74,7 % des suffrages exprimés. Le tableau ci-dessous détaille les résultats par canton :

## Effets
Quelques années après le refus de cette initiative, le canton de Genève adopte en 2000 une loi interdisant les affiches de publicité pour le tabac visibles dans le domaine public. Après deux années de procédure, cette loi est confirmée par le Tribunal fédéral ; à la suite de cette décision, plusieurs autres cantons ont adopté des législations semblables. Dans le cadre de la législature fédérale de 2007 - 2011, la Confédération doit conduire une révision partielle de la loi sur les denrées alimentaires, répondant ainsi aux exigences de l'article 13 de la Convention-cadre de l'OMS pour la lutte antitabac qui « instaure une interdiction globale de toute publicité en faveur du tabac et de toute promotion et de tout parrainage du tabac ».
En 2018, au vu de l'insuffisance du projet de loi sur les produits du tabac, une nouvelle initiative est lancée pour proposer une loi plus ambitieuse et davantage protectrice en matière de contrôle de la publicité. L'Initiative populaire « oui à la protection des enfants et des jeunes contre la publicité pour le tabac » est acceptée par peuple le 13 février 2022.